# ニブラ
ニブラ（英語: nibbler）は･･･
- 工具の一種で、主に金属板に四角い穴を開けるのに使う道具。
- ショベルカーに近い特殊車両の一種で、解体屋での廃車処理など解体作業に使われる。

本項目では前者について述べる。

## 概要
アルミ・シャーシを使った工作で、時々、四角い穴を開ける必要がある。たとえば、7セグメントディスプレイや小型液晶キャラクタ・ディスプレイ・モジュール等を取り付ける場合などである。
ニブラを用いると、ドリルやリーマ等で下穴を開け、そこにニブラの刃を入れて切り取って行くと、容易に四角い穴を開けることができる。
ニブラを用いないで四角い穴を開けようとすると、かなり手間がかかる。これにはドリルを用いる(※作業工程としてはミニ四駆の軽量化を目的とした"肉抜き"改造と基本的に同じ)ことになる。まず、開けようとする四角い穴の輪郭をけがき、線に沿って一定間隔でセンターポンチを打つ。細いドリルでセンターポンチで打ったくぼみに小さな穴を開けていく。ニッパーで穴同士を切断すると四角い穴が開く。この段階ではまだ四角い穴の輪郭はきれいな直線ではなく、ぎざぎざな状態である。最後にやすりで輪郭をきれいな直線に整える。

## ハンドニブラ

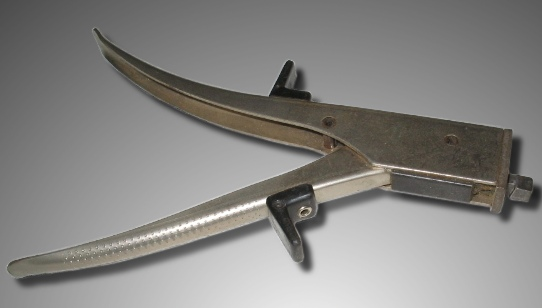
ハンドニブラ（切り欠くタイプ）

ハンドニブラ（英語: hand nibbler）は手工具の一種で、金属板に穴を開ける道具。特に四角い穴を開けるのに使われる。

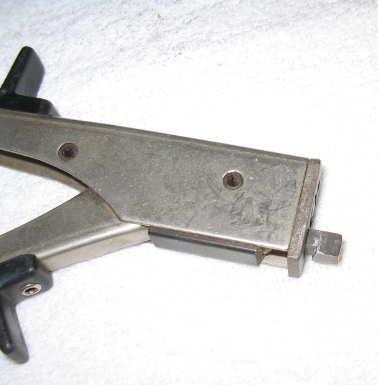
ハンドニブラ（切り欠くタイプ）の刃の部分
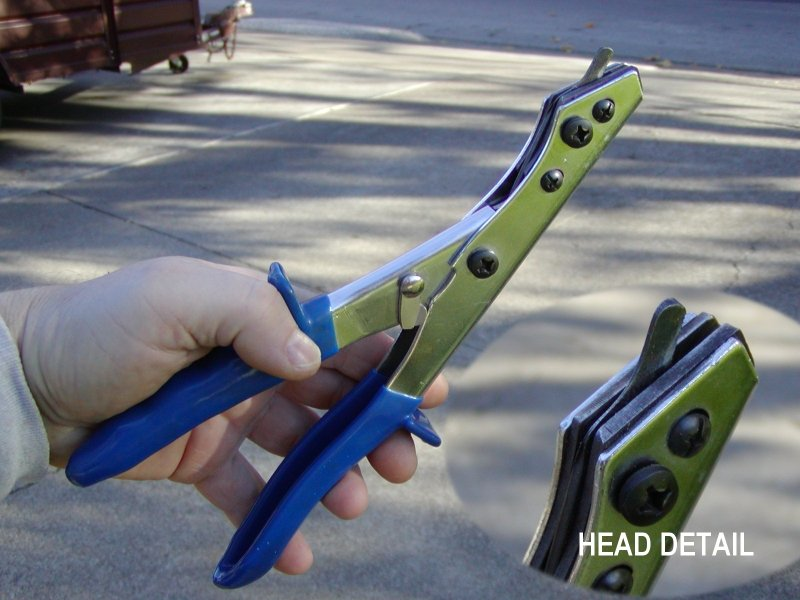
大ばさみ型のニブラと刃の拡大写真